# Юнацький чемпіонат Європи з футболу (U-17) 2011
Чемпіонат Європи з футболу серед юнаків віком до 17 років 2011 року — десятий розіграш турніру (після зміни назви), який пройшов в Сербії з 3 по 15 травня 2011 року. Переможцем вперше у своїй історії стала збірна Нідерландів, яка у фіналі з розгромним рахунком 5:2 перемогла збірну Німеччини.

## Кваліфікація
Докладніше:
- Юнацький чемпіонат Європи з футболу (U-17) 2011 (кваліфікаційний раунд)
- Юнацький чемпіонат Європи з футболу (U-17) 2011 (елітний раунд)

## Груповий раунд

### Група A
| Збірна  | І | В | Н | П | ГЗ | ГП | РГ | О |
| ------- | - | - | - | - | -- | -- | -- | - |
| Данія   | 3 | 3 | 0 | 0 | 6  | 2  | +4 | 9 |
| Англія  | 3 | 1 | 1 | 1 | 5  | 4  | +1 | 4 |
| Франція | 3 | 0 | 2 | 1 | 3  | 4  | −1 | 2 |
| Сербія  | 3 | 0 | 1 | 2 | 3  | 7  | −4 | 1 |

| 3 травня 2011 15:00 |

| Сербія                | 2:3      | Данія                                    |
| --------------------- | -------- | ---------------------------------------- |
| Єшич 31' Ожегович 54' | Протокол | Йоганнесен 33' Настич 39' (аг) Фішер 76' |

| Караджордже, Новий Сад Глядачів: 6 000 Арбітр: Стівен Маклін |

| 3 травня 2011 15:00 |

| Франція       | 2:2      | Англія             |
| ------------- | -------- | ------------------ |
| Алле 15', 65' | Протокол | Гоуп 8' Пауелл 28' |

| Місцевий стадіон, Інджія Глядачів: 2 100 Арбітр: Ліран Ліані |

| 6 травня 2011 15:00 |

| Сербія     | 1:1      | Франція     |
| ---------- | -------- | ----------- |
| Мандич 40' | Протокол | Мейте 40+1' |

| Місцевий стадіон, Смедерево Глядачів: 3 500 Арбітр: Ставрос Трицоніс |

| 6 травня 2011 15:00 |

| Данія                | 2:0      | Англія |
| -------------------- | -------- | ------ |
| Фішер 13' Зохоре 21' | Протокол |        |

| Караджордже, Новий Сад Глядачів: 1 082 Арбітр: Себастьєн Дельфер'єр |

| 9 травня 2011 17:15 |

| Англія               | 3:0      | Сербія |
| -------------------- | -------- | ------ |
| Сміт 7' Гоуп 9', 18' | Протокол |        |

| Місцевий стадіон, Інджія Глядачів: 3 950 Арбітр: Крісто Тогвер |

| 9 травня 2011 17:15 |

| Данія      | 1:0      | Франція |
| ---------- | -------- | ------- |
| Нергор 65' | Протокол |         |

| Караджордже, Новий Сад Глядачів: 1 280 Арбітр: Артур Рібейру |

### Група B
| Збірна     | І | В | Н | П | ГЗ | ГП | РГ | О |
| ---------- | - | - | - | - | -- | -- | -- | - |
| Нідерланди | 3 | 2 | 1 | 0 | 3  | 0  | +3 | 7 |
| Німеччина  | 3 | 1 | 1 | 1 | 2  | 3  | −1 | 4 |
| Чехія      | 3 | 0 | 3 | 0 | 2  | 2  | 0  | 3 |
| Румунія    | 3 | 0 | 1 | 2 | 1  | 3  | −2 | 1 |

| 3 травня 2011 17:00 |

| Німеччина | 0:2      | Нідерланди             |
| --------- | -------- | ---------------------- |
|           | Протокол | Рекік 50' Ебесіліо 76' |

| Місцевий стадіон, Смедерево Глядачів: 1 009 Арбітр: Артур Рібейру |

| 3 травня 2011 17:00 |

| Чехія         | 1:1      | Румунія      |
| ------------- | -------- | ------------ |
| Салашович 77' | Протокол | Гімцінщі 52' |

| Обилич, Белград Глядачів: 250 Арбітр: Крісто Тогвер |

| 6 травня 2011 17:00 |

| Німеччина | 1:1      | Чехія    |
| --------- | -------- | -------- |
| Єшіл 80'  | Протокол | Юліш 12' |

| Місцевий стадіон, Смедерево Глядачів: 881 Арбітр: Стівен Маклін |

| 6 травня 2011 17:00 |

| Нідерланди | 1:0      | Румунія |
| ---------- | -------- | ------- |
| Вілена 8'  | Протокол |         |

| Обилич, Белград Глядачів: 913 Арбітр: Ліран Ліані |

| 9 травня 2011 13:00 |

| Румунія | 0:1      | Німеччина |
| ------- | -------- | --------- |
|         | Протокол | Єшіл 42'  |

| Місцевий стадіон, Смедерево Глядачів: 504 Арбітр: Ставрос Трицоніс |

| 9 травня 2011 13:00 |

| Нідерланди | 0:0      | Чехія |
| ---------- | -------- | ----- |
|            | Протокол |       |

| Обилич, Белград Глядачів: 450 Арбітр: Себастьєн Дельфер'єр |

## Плей-оф

### Півфінали
| 12 травня 2011 11:30 |

| Нідерланди   | 1:0      | Англія |
| ------------ | -------- | ------ |
| Ебесіліо 26' | Протокол |        |

| Караджордже, Новий Сад Глядачів: 921 Арбітр: Артур Рібейру |

| 12 травня 2011 16:30 |

| Данія | 0:2      | Німеччина             |
| ----- | -------- | --------------------- |
|       | Протокол | Айхан 58' Квашнер 70' |

| Караджордже, Новий Сад Глядачів: 2 638 Арбітр: Стівен Маклін |

### Фінал
| 15 травня 2011 11:00 |

| Німеччина         | 2:5      | Нідерланди                                         |
| ----------------- | -------- | -------------------------------------------------- |
| Єшіл 8' Айдин 32' | Протокол | Вілена 23', 34' Депай 43' Конголо 52' Ебесіліо 72' |

| Караджордже, Новий Сад Глядачів: 4 261 Арбітр: Крісто Тогвер |